# Catharine Parr Traill
Catharine Parr Traill   (Londres i Rotherhithe, 9 de gener de 1802 - San Francisco, 29 d'agost de 1899) va ser una autora i naturalista anglocanadenca que va escriure 24 llibres que tracten de temes que van des de la seva vida com a colon a Ontario (aleshores la colònia de l'Alt Canadà) fins a la història natural, especialment la botànica.
Traill és considerada una pionera de la història natural del Canadà i botànica aficionada perquè en aquell moment, no era possible que les dones ocupessin càrrecs professionals i remunerats. A través dels seus escrits, va relacionar l'experiència colonial i va descriure l'entorn natural de l'Alt Canadà per als lectors anglesos.

## Biografia

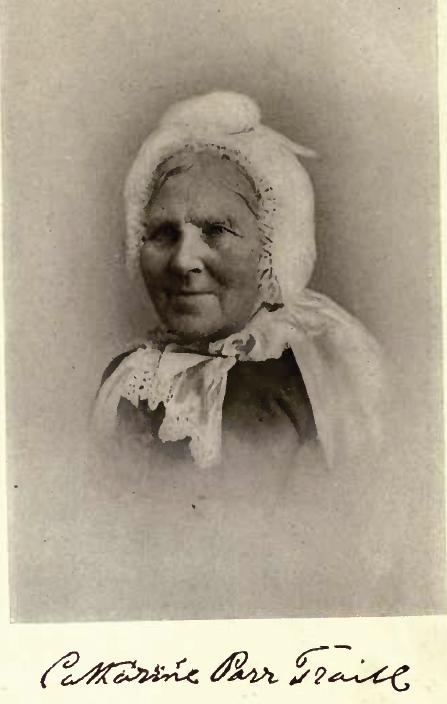
Mrs Catharine Parr Traill de William James Topley

Catharine Parr Strickland va néixer al districte de Rotherhithe a Southwark (llavors a Surrey, avui part del Gran Londres) l'any 1802, cinquena filla de vuit, de Thomas Strickland i Elizabeth Homer. Catharine tenia quatre germanes grans - Elizabeth, Agnes, Sarah i Jane Margaret - i una germana petita, Susanna, així com dos germans menors, Samuel i Thomas. Poc després del naixement de Catharine, es van traslladar al camp de Suffolk, deixant el pare la feina que tenia, on van desenvolupar conjuntament un gran apreci i amor per la natura. Va créixer a East Anglia, primer a prop de Bungay, i més tard a Southwold.
Cal destacar que els pares es van centrar en què les filles fossin educades en geografia, història i matemàtiques a casa. Com a resultat, les nenes van rebre un nivell d'educació poc comú per les dones d'aquella època. Amb l'excepció de Sarah, totes les germanes Strickland van passar a ser escriptores; Elizabeth i Agnes es van convertir en famoses biògrafes de la família reial. Un dels seus germans, Samuel, també va publicar una autobiografia.
Així doncs, després de la mort del pare al 1818, Catharine i les seves germanes es van dedicar a l'escriptura i al treball editorial com a principal font d'ingressos familiars.
El 1829 Catharine es va casar amb Francis Harral, fill d'un destacat escriptor i editor anglès, i es van divorciar dos anys més tard. No obstant, el 1832, va conèixer a Thomas Traill, un tinent vidu i retirat. Es van casar en la primavera d'aquest any i van emigrar al Canadà poc després. Es van establir en el riu Otonabee, prop de Peterborough, Ontario. La germana de Catharine, Susanna Moodie, es va mudar a la casa del costat.
Catharine i Thomas van tenir nou fills: James, Katherine, Thomas, Anne, Mary Helen, Mary Elizabeth, Eleanor, William i Walter. Mary Helen i Eleanor van morir en la infància.

## Carrera
Traill va ser la primera del totes les germanes i germans a començar a escriure. Va començar a escriure llibres infantils el 1818 després de la mort del seu pare. El primer llibre de Traill The tell tale: una col·lecció original d'històries morals i divertides va aparèixer de manera anònima el 1818; només tenia 16 anys. Les seves primeres obres, com Desobediència, o Mind What Mama Says (1819) i "Feliç perquè bé", van ser escrites per a nens, i sovint s'atreveixen als beneficis de l'obediència als pares. Autora prolífica, fins al seu matrimoni feia de mitjana un llibre per any.
Va descriure la seva nova vida, després d'establir-se al Canadà amb el seu segon marit, en cartes i diaris i els va recopilar a The Backwoods of Canada (1836), que es continua llegint com una font important d'informació sobre el primer Canadà. Descriu la vida quotidiana a la comunitat, la relació entre canadencs, nord-americans i pobles indígenes, el clima i la flora i la fauna locals.

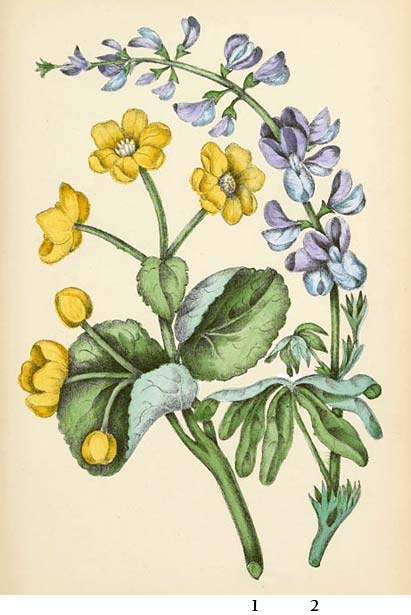
Estudis de la vida vegetal al Canadà: Flors silvestres, Arbusts florals i grasses.

Es van incloure més observacions en una novel·la, Canadian Crusoes (1851). També va recollir informació sobre les habilitats necessàries per a un nou colon, publicada a The Female Emigrant's Guide (1854), més tard retitulada The Canadian Settler's Guide. Va escriure "Pearls and Pebbles" i "Cot and Cradle Stories".
Després de patir la depressió de 1836, el seu marit Thomas es va unir a la milícia el 1837 per lluitar contra la rebel·lió de l'Alt Canadà. El 1840, insatisfets amb la vida als "boscos", els Traills i els Moodies es van traslladar a la ciutat de Belleville. Mentre que Susanna estava més preocupada per les diferències entre la vida rural i urbana, Catharine va passar els seus anys a Belleville escrivint sobre el medi natural. Sovint va dibuixar la vida vegetal de l'Alt Canadà, publicant Canadian Wild Flowers (1868), Studies of Plant Life in Canada (1885) i Rambles in the Canadian Forest.
Va rebre una beca el 1899 del Royal Bounty Fund, que es va complementar amb una subscripció dels seus amics al Canadà, encapçalat per Sir Sandford Fleming.
Va morir a la seva residència, Westove, a Lakefield, Ontario el 28 d'agost de 1899.
Els seus nombrosos àlbums de col·leccions de plantes es troben al Herbarium Nacional del Museu Canadenc de la Naturalesa.

### Reconeixement
La Universitat de Trent, a Peterborough, Ontario, va donar el seu nom al seu campus del centre de la ciutat. Catharine Parr Traill College és la universitat principal per a estudis de postgrau.

### Segell postal commemoratiu
El 8 de setembre de 2003, per commemorar el 50è aniversari de la Biblioteca i Arxius de Canadà, va llançar una sèrie commemorativa especial, "The Writers of Canada", dissenyada per Katalina Kovats i amb dos segells anglesos-canadencs i dos franc-canadencs. Es van emetre tres milions de segells. Traill i la seva germana Susanna Moodie van aparèixer en un dels segells anglesos-canadencs.